# Anna Bolesławówna
Anna (ur. w 1276 w Kaliszu, zm. zap. przed 1300 w Gnieźnie) – księżniczka wielkopolska z dynastii Piastów, klaryska gnieźnieńska.

## Życiorys
Trzecia pod względem starszeństwa (najmłodsza) córka księcia wielkopolskiego Bolesława Pobożnego i Jolenty Heleny, córki króla Węgier Beli IV.
Niewiele wiadomo o losach księżniczki. Jedyną pewną wiadomością jest jej rok urodzenia i fakt wstąpienia do ufundowanego przez jej rodziców klasztoru klarysek w Gnieźnie. Zmarła zapewne jeszcze w latach 90. XIII wieku  i została pochowana w gnieźnieńskim klasztorze klarysek.